# Xã Grant, Quận Cuming, Nebraska
Xã Grant (tiếng Anh: Grant Township) là một xã thuộc quận Cuming, tiểu bang Nebraska, Hoa Kỳ. Năm 2010, dân số của xã này là 134 người.